# 拉米金丘
拉米金丘（英語：Lamykin Dome），是南極洲的穹丘，位於恩德比地，處於坦格岬，海拔高度525米，由蘇聯探險隊繪入地圖，該穹丘現時由南極條約體系管理。